# Денисюк Іван Овксентійович

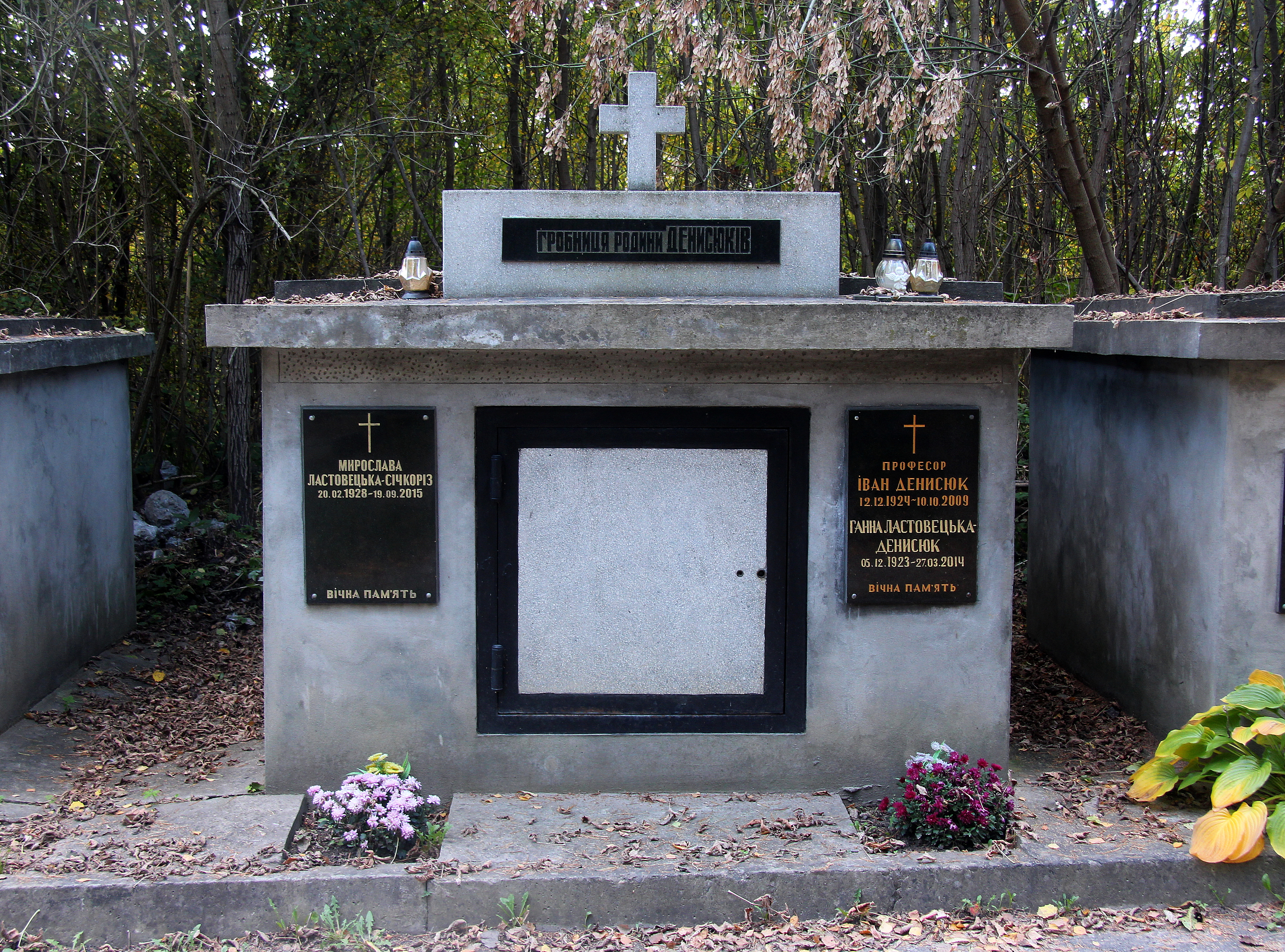

Іва́н Овксе́нтійович Денисю́к (нар. 12 грудня 1924, с. Заліси Ратнівського району Волинської області — 10 жовтня 2009, Львів, Україна) — український літературознавець, франкознавець, фольклорист, педагог. Доктор філологічних наук, заслужений професор Львівського національного університету імені Івана Франка.
Помер у Львові , похований у родинному гробівці на Голосківському цвинтарі.

## Літературознавчі праці

### Окремі видання
- Денисюк І. Розвиток української малої прози XIX — поч. ХХ ст. — Київ: Головне видавництво видавничого об'єднання «Вища школа», 1981. — 216 с; 2-ге видання: Львів: Науково-видавниче товариство «Академічний Експрес», 1999. — 280 с.
- Денисюк І. Невичерпальність атома / Упорядкування та передмова Тараса Пастуха / Львівський національний університет імені Івана Франка, Інститут франкознавства. — Львів, 2001. — 319 с. — (Серія «Франкознавчі студії». Випуск 2).
- Денисюк І. Літературознавчі та фольлористичні праці: У 3 томах, 4 книгах / Львівський національний університет імені Івана Франка. — Львів, 2005:
  - Т. 1: Літературознавчі дослідження:
    - Кн. 1. — 432 с.
    - Кн. 2. — 486 с.

  - Т. 2: Франкознавчі дослідження. — 528 с.
  - Т. 3: Фольклористичні дослідження. — 404 с.
- Іван Денисюк. Пісні з-над берегів Турського озера: Пісні і коментарі. — Луцьк: Надстир'я: 2004. — 256 с.

### Статті
- Денисюк І. Торжество Святого Збору (семантика і символіка Різдва) // Ярослов: студентська газета філологічного факультету Львівського національного університету імені Івана Франка. — № 2, грудень 2004 — січень 2005. — С. 3; Републікації: РІЧ: тексти і візії. — 06.01.2018 [Архівовано 5 лютого 2018 у Wayback Machine.]; Буковинський журнал. — 2018. — № 1 (207). — С. 242—244; Дукля. — 2018. — № 6. — С. 79-80.
- Денисюк І. Індивідуальність критика [Про Миколу Ільницького] // Україна: культурна спадщина, національна свідомість, державність: ювілейний збірник на пошану члена-кореспондента НАН України Миколи Ільницького / [упорядник В. Горинь] ; НАН України, Інститут українознавства ім. І. Крип'якевича. — Львів, 2004. — Вип. 12. — С. 105—110.
- Денисюк І. Літературна ґотика і Франкова проза // Парадигма. — Львів: Інститут українознавства ім. І. Крип'якевича НАН України, 2004. — Вип. 2: Ювілейний збірник на пошану Любомира Сеника. — С. 142—154. [Архівовано 24 вересня 2015 у Wayback Machine.]
- Денисюк І. Через терни до зірок [Про Івана Франка] // Слово і Час. — 2008. — № 10. — С. 45-60.

## Спогади
- Денисюк І. Мої поліські, мої зелені роки // Дзвін. — 2004. — № 11-12. — С. 137—146.

## Про Івана Денисюка

### Збірники, розділи у журналах
- «З його духа печаттю…»: Збірник наукових праць на пошану Івана Денисюка: У 2 т. / Упорядник М. Легкий. — Львів: Видавничий центр Львівського національного університету імені Івана Франка, 2001:
  - Т. 1. — 352 с.:
    - Салига Т. Біла троянда любові. — С. 5-8.
    - Іваничук Р. Слово про побратима. — С. 8-11.
    - Ільницький М. «Два нудні, яким цікаво». — С. 11-13.
    - Гнатюк М. Повноліття професора. — С. 13-14.

  - Т. 2.
- Semper tiro: Збірник наукових праць молодих учених на пошану професора І. О. Денисюка. — Львів: Видавничий центр Львівського національного університету імені Івана Франка, 2002. — 236 с.:
  - Бондар Л. Завжди учень — завжди вчитель. — С. 5-15.
  - Тихолоз Б. Semper tiro. — С. 16-17.
- Іван Денисюк: світлій пам'яті Професора // Міфологія і фольклор: загальноукраїнський науково-освітній журнал. — 2010. — № 2 (6), квітень-червень:
  - Гарасим Я. Прощай, дорогий Учителю. — С. 5-6.
  - Пилипчук С. Професор із легенди. — С. 6-8.
  - Сеник Л. Незабутній. — С. 9-10.
  - Павлюк І. Мій Іван Овксентійович Денисюк. — С. 11-15.
  - Горблянський Ю. Таємниця людяності та професіоналізму Івана Денисюка: до специфіки наукового мислення. — С. 16-24.

### Наукові статті
- Пастух Т. Франкознавчі здобутки Івана Денисюка // Денисюк І. Невичерпальність атома / Упорядкування та передмова Тараса Пастуха / Львівський національний університет імені Івана Франка, Інститут франкознавства. — Львів, 2001. — (Серія «Франкознавчі студії». Випуск 2). — С. 3-13; Те саме // Денисюк І. Літературознавчі та фольклористичні праці: У 3 т., 4 кн. / Львівський національний університет імені Івана Франка. — Львів, 2005. — Т. 2: Франкознавчі дослідження. — С. 3-20.
- Гарасим Я. У дивосвіті «одшедших поколінь» (фольклористичні студії І. Денисюка) // «З його духа печаттю…»: Збірник наукових праць на пошану Івана Денисюка: У 2 т. / Упорядник М. Легкий. — Львів: Видавничий центр Львівського національного університету імені Івана Франка, 2001. — Т. 1. — С. 11-13. — С. 15-19.
- Гарасим Я. Фольклористичні студії І. Денисюка // Денисюк І. Літературознавчі та фольклористичні праці: У 3 т., 4 кн. / Львівський національний університет імені Івана Франка, 2005. — Львів, 2005. — Т. 3: Фольклористичні дослідження. — С. 3-14.
- Легкий М. Обрії літературознавчих досліджень // Денисюк І. Літературознавчі та фольклористичні праці: У 3 т., 4 кн. / Львівський національний університет імені Івана Франка, 2005. — Львів, 2005. — Т. 1, Кн. 1: Літературознавчі дослідження. — С. 3-15.

### Рецензії
- Дмитренко М. Іван Денисюк як фольклорист // Слово і Час. — 2008. — № 10. — С. 99-100.
- Кодак М. «Дружнє посланіє» Івана Денисюка у трьох томах // Слово і Час. — 2008. — № 10. — С. 100—102.[недоступне посилання з липня 2019]

### Спогади, ювілейні статті і промови, есе
- Скоць А. Слово про Івана Денисюка / Відповідальний редактор та автор вступного слова Б. Якимович. — Львів: Видавничий центр ЛНУ ім. І. Франка, 1999. — 20 с.[недоступне посилання з липня 2019]
- Бондар Л. Semper tiro — semper magister. Івану Денисюкові — 80! // Дзвін. — 2004. — № 11-12. — С. 127—131.
- Павлюк І. Мій Іван Овксентійович: Есе // Дзвін. — 2004. — № 11-12. — С. 132—136. [Архівовано 5 червня 2015 у Wayback Machine.]
- Дроздовський Д. Недописаний лист… (Прощальне слово про професора Івана Денисюка) // Альманах «ЛітАкцент». — Київ: Темпора, 2010. — Випуск 2 (4). — С. 190—202.

### Інтерв'ю
- Ільницький Д. Іван Денисюк: «Scribeo, ergo sum» // Ярослов: студентська газета філологічного факультету Львівського національного університету імені Івана Франка. — № 2, грудень 2004 — січень 2005. — С. 6. [Архівовано 16 грудня 2017 у Wayback Machine.]